# Кеммерерит
Кеммерерит, родохром, хромовий хлорит — фіолетовий або червоний мінерал з групи хлоритів, багатий на оксид хрому (> 4 %) різновид клінохлору.

## Опис

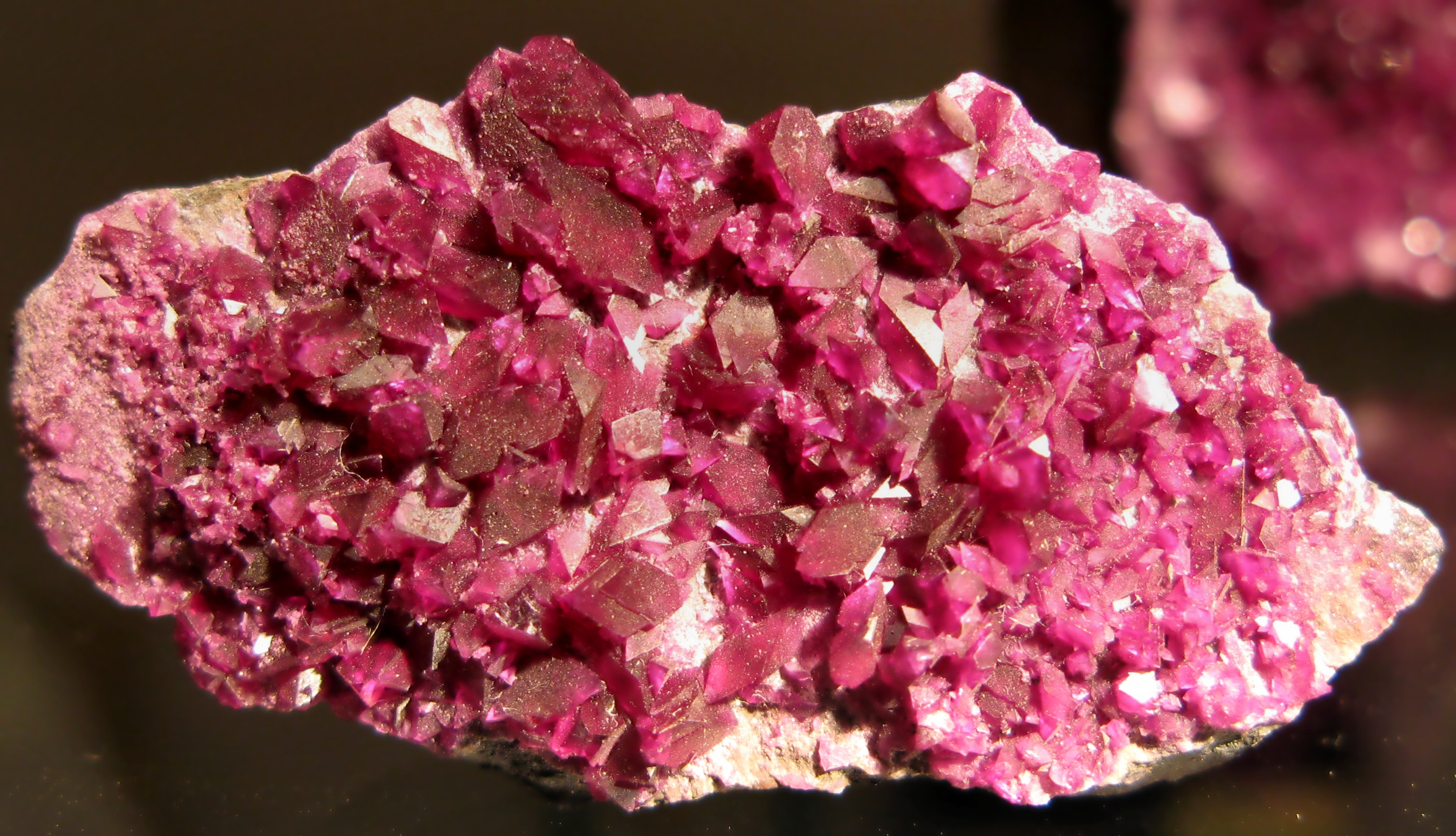
Кеммерерит з Туреччини

Часто утворює тонколускаті рожеві нальоти і жилки на хроміті.
Форма кристалів моноклинно-призматична.
Вигляд кристалів — таблитчастий або псевдогексагональнопластинчастий, іноді — діжкоподібний в міаролітових порожнинах. Бічні грані часто штриховані в горизонтальному напрямку. Часто зустрічаються двійники (за хлоритовим законом). Агрегати лускаті, пластинчасті.

### Властивості
При нагріванні паяльною трубкою розщеплюється, але не плавиться. При сильному розжарюванні біліє.
Розкладається в сірчаній кислоті.

### Родовища
Зустрічається в ультраосновних метаморфічних породах на Уралі, в США, в Азії.

## Історія
Кеммерерит вперше був знайдений в тріщинах хромітових покладів серед ультраосновних порід у Саранівському родовищі на Уралі.
Описаний в 1842 році Нільсом Норденшельдом. Названий від прізвища російського гірничого інженера Олександра Кеммерера.